# Karlov pod Pradědem
Karlov pod Pradědem (1869–1880 pouze Karlov, 1890–1910 také Karlova Ves, německy Karlsdorf) je vesnice, část obce Malá Morávka v okrese Bruntál. Nachází se asi 2,5 km na západ od Malé Morávky.
Karlov pod Pradědem je také název katastrálního území o rozloze 23,2 km2.

## Vývoj počtu obyvatel
Počet obyvatel Karlova pod Pradědem podle sčítání nebo jiných úředních záznamů:
| Rok            | 1869 | 1880 | 1890 | 1900 | 1910 | 1921 | 1930 | 1950 | 1961 | 1970 | 1980 | 1991 | 2001 |
| -------------- | ---- | ---- | ---- | ---- | ---- | ---- | ---- | ---- | ---- | ---- | ---- | ---- | ---- |
| Počet obyvatel | 607  | 692  | 668  | 584  | 542  | 458  | 429  | 362  | 235  | 203  | 184  | 143  | 85   |

1. ↑  z toho: 2 Čechoslováci, 412 Němců; 412 řím. kat., 17 evang.

V Karlově pod Pradědem je evidováno 214 adres: 111 čísel popisných (trvalé objekty) a 103 čísel evidenčních (dočasné či rekreační objekty). Při sčítání lidu roku 2001 zde bylo napočteno 72 domů, z toho 27 trvale obydlených.